# Iglesia de madera de Høyjord

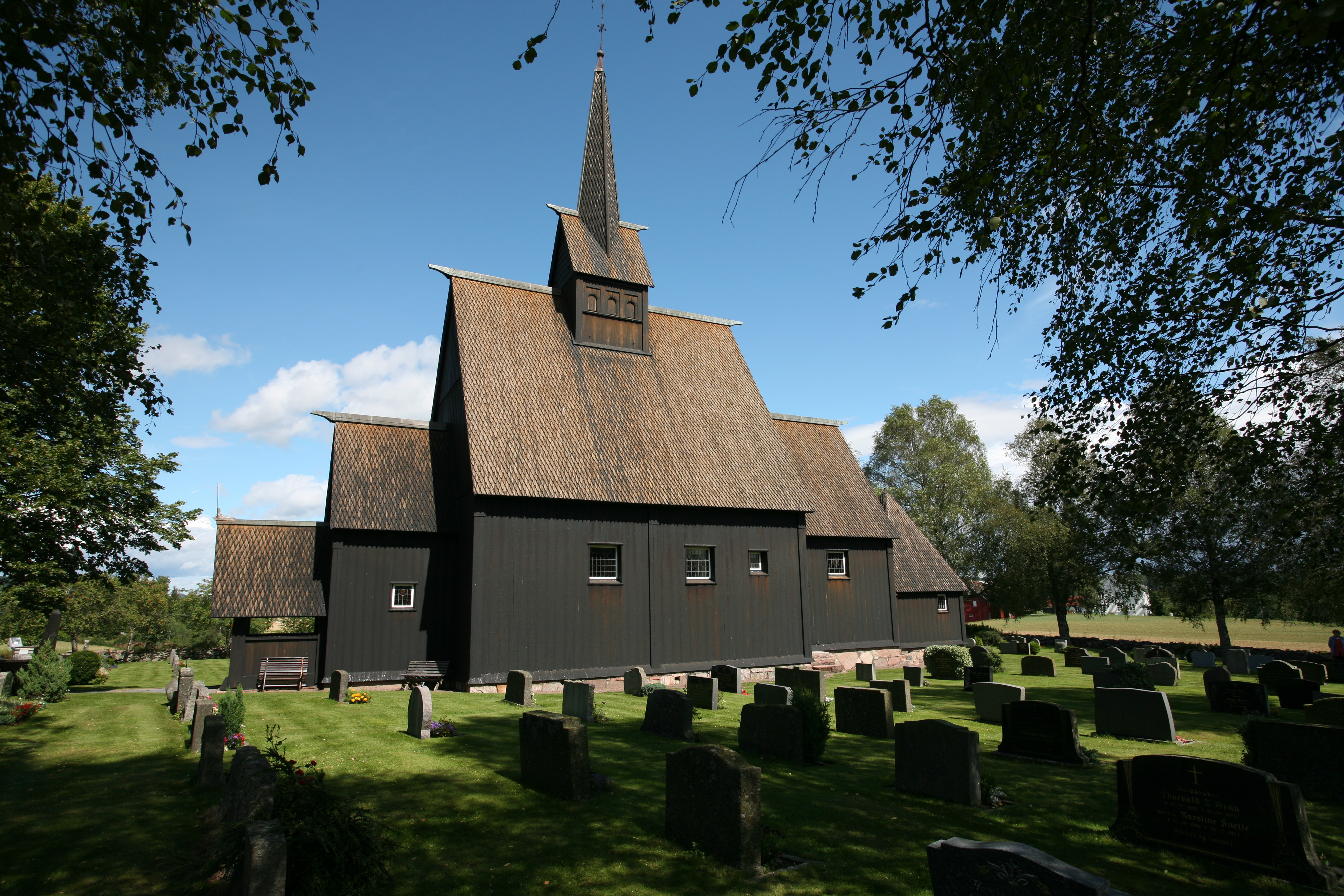
La iglesia de madera de Høyjord.

La iglesia de madera de Høyjord, en el municipio de Sandefjord, Noruega, es una stavkirke de los siglos XII y XIII. Es la stavkirke más sureña de Noruega y la única de la provincia de Vestfold que sobrevive en la actualidad.

## Historia
Comúnmente, se solía considerar la fecha de su construcción hacia 1300, pero ahora se acepta que fue construida en dos fases. El coro probablemente fue erigido en la segunda mitad del siglo XII, mientras que la nave es de ca. 1275. Esta diferencia de fechas puede indicar que algunas partes de la iglesia original fueron demolidas y vueltas a construir. La iglesia tuvo también, como muchas stavkirke, un corredor exterior hasta 1689, año en que desapareció. Fue reparada y remodelada en más de una ocasión a lo largo de su historia, lo que es causa de la presencia de algunos elementos extravagantes.
La última vez que la iglesia fue restaurada fue en el período 1948-1953, con las obras dirigidas por el arquitecto Otto L. Scheen. Fue durante esta restauración que se descubrió que el templo había sido en sus orígenes una iglesia de mástil central, y por ello se introdujo de nuevo un poste central que serviría para soportar a una nueva torre central, en 1952.

## El edificio
Es una de las escasas tres stavkirke de tipo A con mástil central (midmastkirke). Las otras dos son las stavkirke de Nore y de Uvdal. Este tipo de edificios tiene un poste o mástil en el centro de la nave que sirve de apoyo para una torre, que a su vez es el campanario de la iglesia. La torre de la stavkirke de Høyjord se sitúa en centro del caballete del techo de la nave, y se halla rematada con un chapitel agudo.
A diferencia de Nore y Uvdal, la iglesia de Høyjord conserva su forma primitiva de iglesia-salón. Su planta consiste de una nave con un vestíbulo en la entrada occidental y por el oriente, un coro de menor anchura. Adyacente al muro oriental del coro se sitúa la sacristía, una introducción posterior a la reforma protestante. También posteriores a la reforma son el vestíbulo y las ventanas de los muros.
Además del mástil central, la iglesia tiene 12 postes esquineros (stav), que forman parte del armazón de soporte; cada uno de ellos tiene decoración única. Hay pinturas en el interior, y entre las mejor conservadas están las de la techumbre del coro, obra de Finn Krafft.